# سسکک نواری
سسکک نواری (نام علمی: Prinia bairdii) نام یک گونه از سرده سسکک است.